# Valeriu Răchită
Valeriu Răchită (* 30. Mai 1970 in Boldești-Scăeni) ist ein ehemaliger rumänischer Fußballspieler und derzeitiger -trainer. Er bestritt insgesamt 333 Spiele in der rumänischen Divizia A, der türkischen Süper Lig und der bulgarischen A Grupa. In den Spielzeiten 1996/97 und 1997/98 gewann er mit Steaua Bukarest die rumänische Meisterschaft.

## Karriere als Spieler
Die Karriere von Răchită begann in der Saison 1988/89 bei Metalul Plopeni in der Divizia B. Im Sommer 1989 wechselte er zu Erstligist Steaua Bukarest in die Divizia A, konnte sich dort aber nicht durchsetzen und kam lediglich auf zwei Einsätze. Er verließ Steaua im Sommer 1990 und schloss sich Ligakonkurrent Petrolul Ploiești an. Bei Petrolul wurde er in der Spielzeit 1990/91 zur Stammkraft. Während seinerzeit in Ploiești platzierte er sich mit seiner Mannschaft zumeist im Mittelfeld der Liga. Im Jahr 1995 gewann er durch einen Sieg im Elfmeterschießen gegen Rapid Bukarest den rumänischen Pokal.
Anfang 1997 erhielt Răchită zum zweiten Mal die Gelegenheit, zu Steaua Bukarest zu wechseln. Diesmal konnte er sich einen Stammplatz erobern und gewann mit Steaua im Jahr 1997 das Double aus Meisterschaft und Pokalsieg. Den Erfolg in der Meisterschaft konnte er mit seiner Mannschaft ein Jahr später wiederholen. Anfang 1999 verließ er Steaua zu Aufsteiger FC Onești, mit dem er den Klassenverbleib sicherte. Anschließend wechselte er zu Farul Constanța, ehe er sich MKE Ankaragücü in der türkischen Süper Lig anschloss. Dort kam er lediglich auf fünf Einsätze, so dass er im Sommer 2000 zu Litex Lowetsch in die bulgarische A Grupa wechselte. Dort konnte er im Jahr 2001 den bulgarischen Pokal gewinnen und die Saison 2001/02 als Vizemeister hinter Lewski Sofia abschließen.
Im Sommer 2002 wechselte Răchită zum dritten Mal zu Steaua Bukarest. In der Spielzeit 2003/04 kam er dabei regelmäßig zum Einsatz. Anfang 2005 wechselte er zu Ligakonkurrent FC Universitatea Craiova, kam jedoch nur noch zu einem weiteren Einsatz und beendete im Sommer 2006 seine aktive Laufbahn.

## Karriere als Trainer
Nach dem Ende seiner aktiven Laufbahn arbeitete Răchită als Fußballtrainer. Bereits in seiner letzten Saison betreute er seinen Klub Petrolul Ploiești in der Divizia B. Im Sommer 2006 übernahm er Ligakonkurrent Chimia Brazi, mit dem er am Ende der Saison 2006/07 absteigen musste. Anschließend wurde er Cheftrainer von Astra Ploiești in der Liga III und führte den Klub in die Liga II, bevor er in der Winterpause 2008/09 entlassen und durch Marius Șumudică ersetzt wurde. Im Sommer 2009 verpflichtete ihn Lokalrivale Petrolul Ploiești. Seinen neuen Klub führte er in der Spielzeit 2010/11 zurück in die Liga 1. Im März 2012 wurde er angesichts den drohenden Abstiegs entlassen und durch Gheorghe Mulțescu ersetzt. Im März 2014 wurde er unter Victor Pițurcă Assistenztrainer bei der rumänischen Nationalmannschaft. Im Oktober 2014 wechselte er mit diesem zusammen zum Ittihad FC nach Saudi-Arabien. Ende Dezember 2014 löste er seinen Vertrag auf.

## Erfolge

### Als Spieler
- Rumänischer Meister: 1997, 1998
- Rumänischer Pokalsieger: 1995, 1997
- Bulgarischer Pokalsieger: 2001

### Als Trainer
- Aufstieg in die Liga 1: 2011